# Kerstin Bernadotte

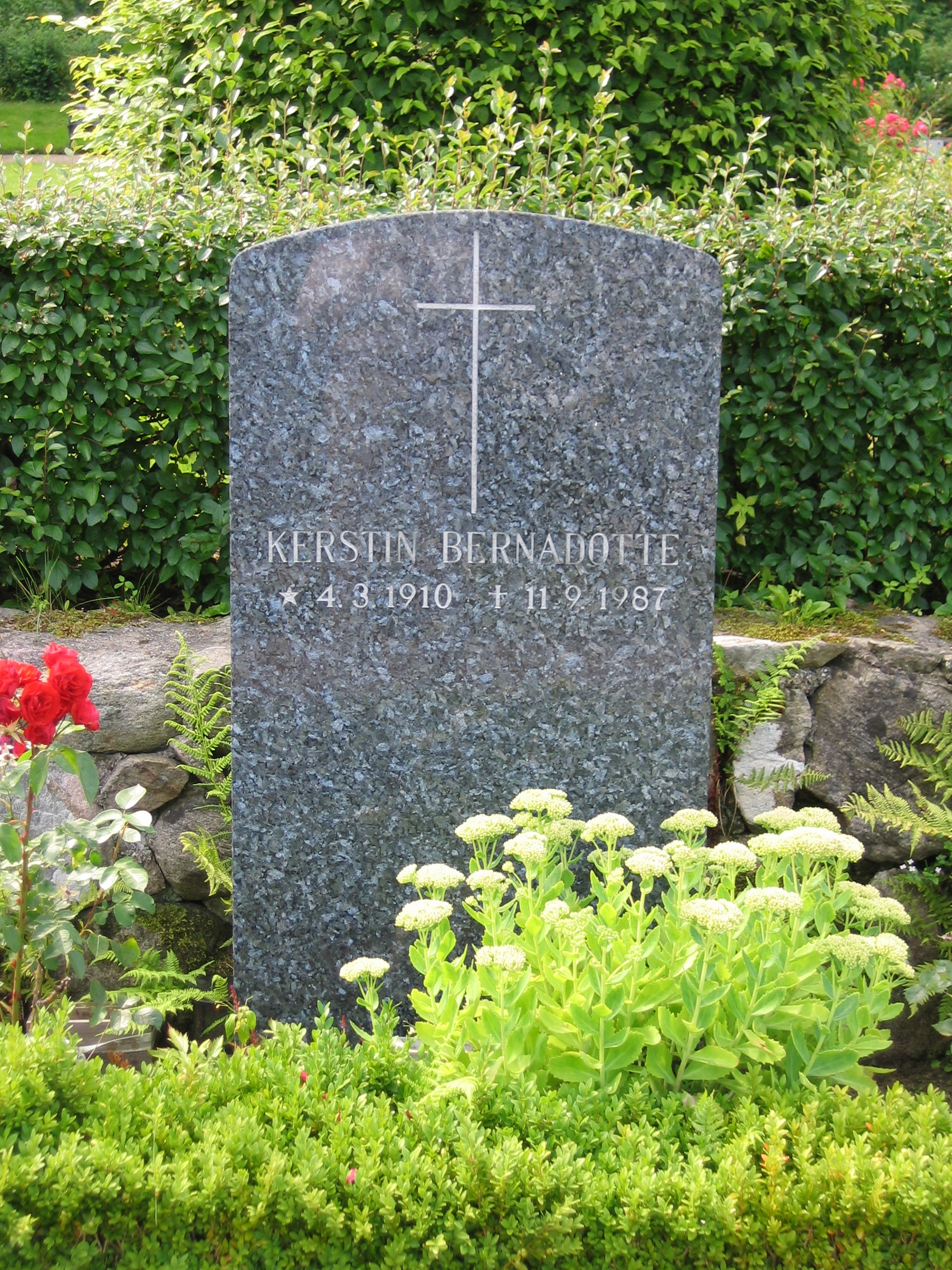
Kerstin Bernadottes grav i Båstad.

Elin Kerstin Margareta Bernadotte af Wisborg, ogift Wijkmark, född den 4 mars 1910 i Stockholm, död den 11 september 1987 i Båstad (vid tidpunkten folkbokförd i London), var en svensk journalist och författare samt luxemburgsk grevinna.
Kerstin Bernadotte var tidvis redaktör för Vecko-Revyn 1938–1945 och för Bildjournalen 1954–1956. Hon utgav tre böcker: En dag med kungen (1967), som handlar om hennes svärfar Gustaf VI Adolf, memoarboken Ett så'nt liv (1975) och etikettsboken Moderna manér (1982).
Hon var dotter till teologen Henning Wijkmark och Elin Wijkmark, född Larsson samt halvsyster till författaren Carl-Henning Wijkmark.
Hon var gift första gången 1935–1936 med disponenten Axel Johnsson (1908–1953; denne gifte om sig 1948), och andra gången 1946 med dåvarande svenske prinsen Carl Johan (1916–2012) som hon förblev gift med fram till sin död. Kerstin Bernadotte har i sina memoarer berättat om vad hon upplevde som illasinnad behandling som hennes andre make och hon utsattes för när de ville gifta sig men även om försoning och trevlig samvaro med andre makens släkt under senare år.